# Élection présidentielle moldave de 1991

Carte des résultats de l'élection présidentielle de 1991

Une élection présidentielle eut lieu en Moldavie le 8 décembre 1991. Mircea Snegur était l'unique candidat à participer au scrutin et fut élu sans opposition.

## Résultats
| Candidat                                             | Parti                                                | Votes     | %    |
| ---------------------------------------------------- | ---------------------------------------------------- | --------- | ---- |
| Mircea Snegur                                        | Indépendent                                          | 1,952,142 | 98.2 |
| Contre                                               | Contre                                               | 35,451    | 1.8  |
| Bulletins blancs et nuls                             | Bulletins blancs et nuls                             | 791       | –    |
| Total                                                | Total                                                | 1,988,384 | 100  |
| Nombre d'électeurs inscrits et taux de participation | Nombre d'électeurs inscrits et taux de participation | 2,368,287 | 84.0 |
| Source : Nohlen & Stöver                             |                                                      |           |      |